# Valea Crișului, Covasna
Valea Crișului (maghiară Sepsikőröspatak) este satul de reședință al comunei cu același nume din județul Covasna, Transilvania, România. Se află în partea centrală a județului,  în Depresiunea Sfântu Gheorghe. În trecut a aparținut comunei Arcuș.

## Așezare
Localitatea Valea Crișului este situată pe valea pârâului Criș, la o altitudine de 590 m. pe drumul județean 121A, Moacșa -  Ghidfalău - Aita Medie.

## Scurt istoric
Descoperirile arheologice făcute pe teritoriul acestui sat, atestă existența omului aici încă din a doua epocă a fierului. Lângă "Valea Mare" a fost identificată o așezare dacică din epoca La Tène, iar lângă cimitirul reformat, s-au descoperit mai mulți denari romani republicani (gințile Caecilia, Hargilia, Cornelia, Fonteia) și imperiali din secolul I (Vespasian și Titus). Pe promotoriul numit "Vârful cu mesteceni", dintre Valea Mare și Valea Csudor, s-au găsit urmele zidurilor unei cetăți din evul mediu. Cetatea a fost datată în epoca bronzului, epoca dacică și evul mediu. La 300 m la vest de drumul național Sfântu Gheorghe-Miercurea Ciuc, se află o așezare aparținând culturii Storcevo-Criș. Pe teritoriul satului, în locuri neprecizate, s-au mai descoperit un topor neolitic de piatră cultura Coțofeni, o daltă și o ceașcă dacică. Prima atestare documentară datează din anul 1332.

## Economie
Principala activitate economică a localității este agricultura (cultivarea cerealelor și legumelor) și creșterea animalelor dar și exploatarea și prelucrarea primară a lemnului, comerțul cu produse agricole și agroturismul.

## Obiective turistice
- Biserica reformată, construită în anul 1820
- Biserica unitariană
- Castelul Kálnoky
- Școala Kálnoky Ludmilla, construită în anul 1891

## Personalități
- Gábor Apor (diplomat)⁠(hu)[traduceți] (1889-1969), ambasador al Ungariei în Austria, ambasador al Ungariei pe lângă Sfântul Scaun

## Galerie de imagini

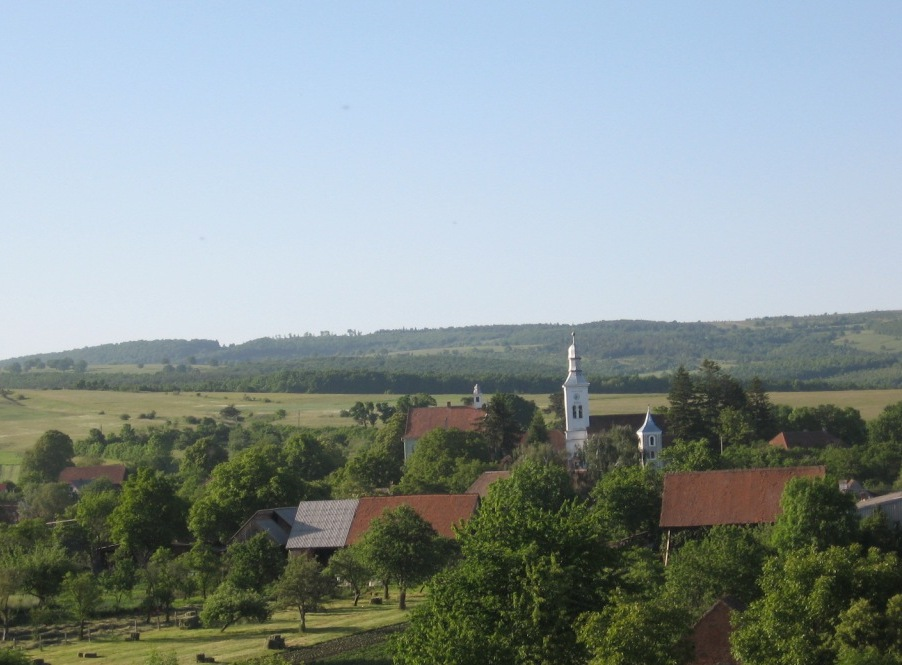
Panorama
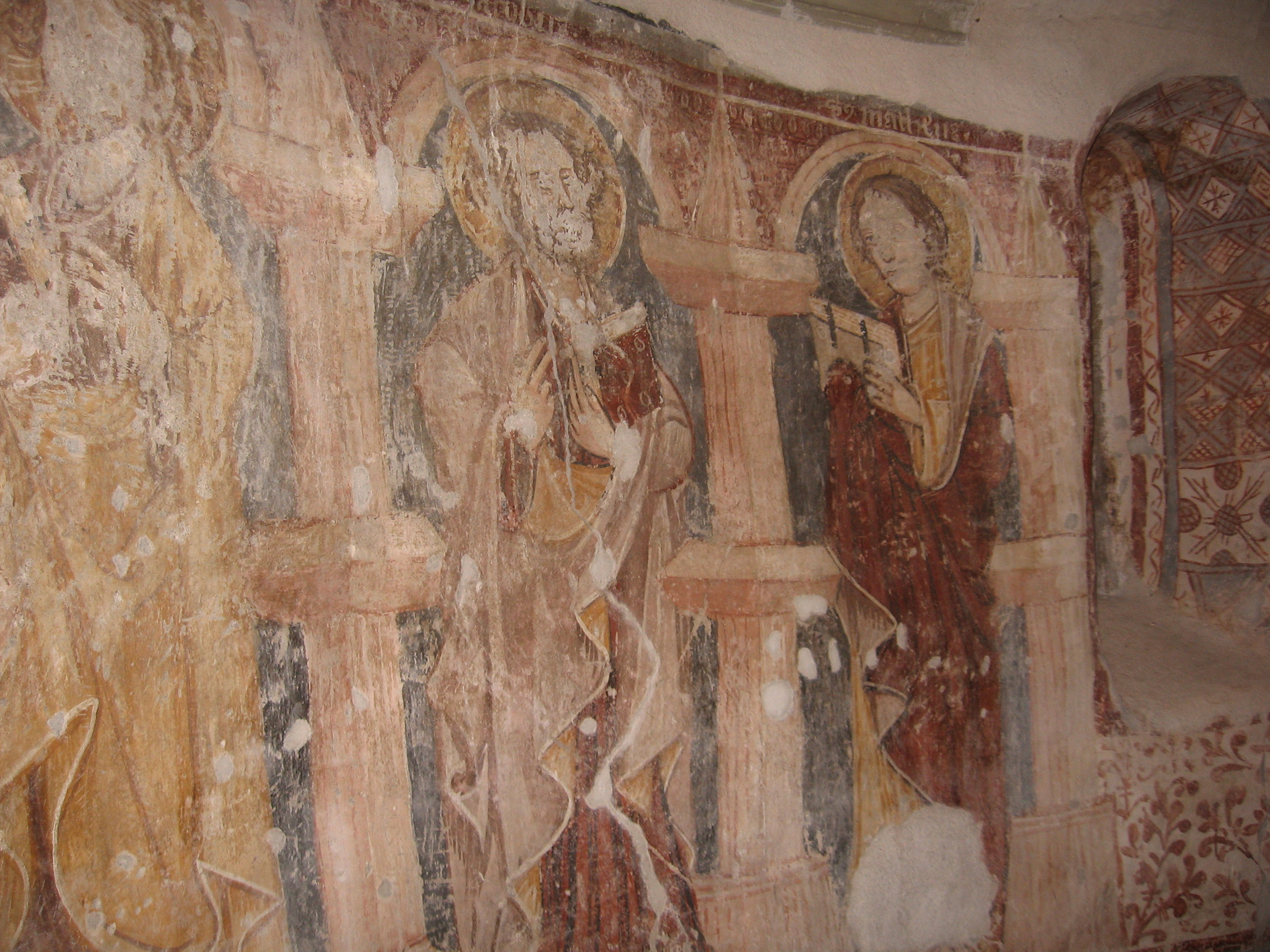
Biserica catolica Valea Crisului
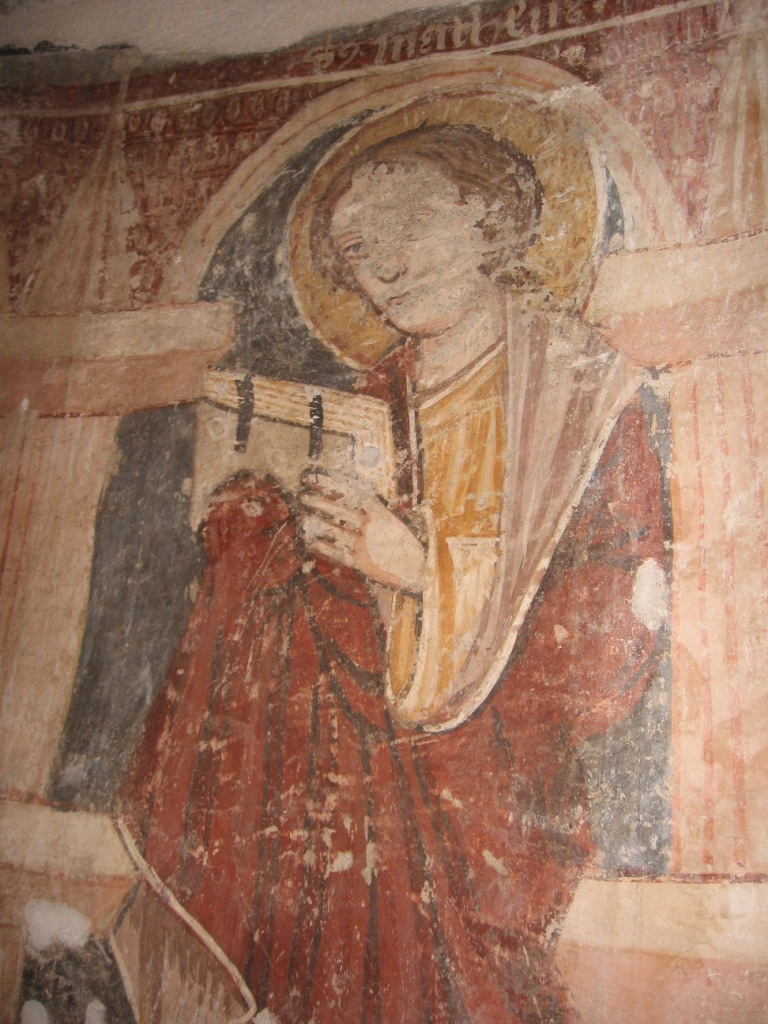
Apostolul Matei
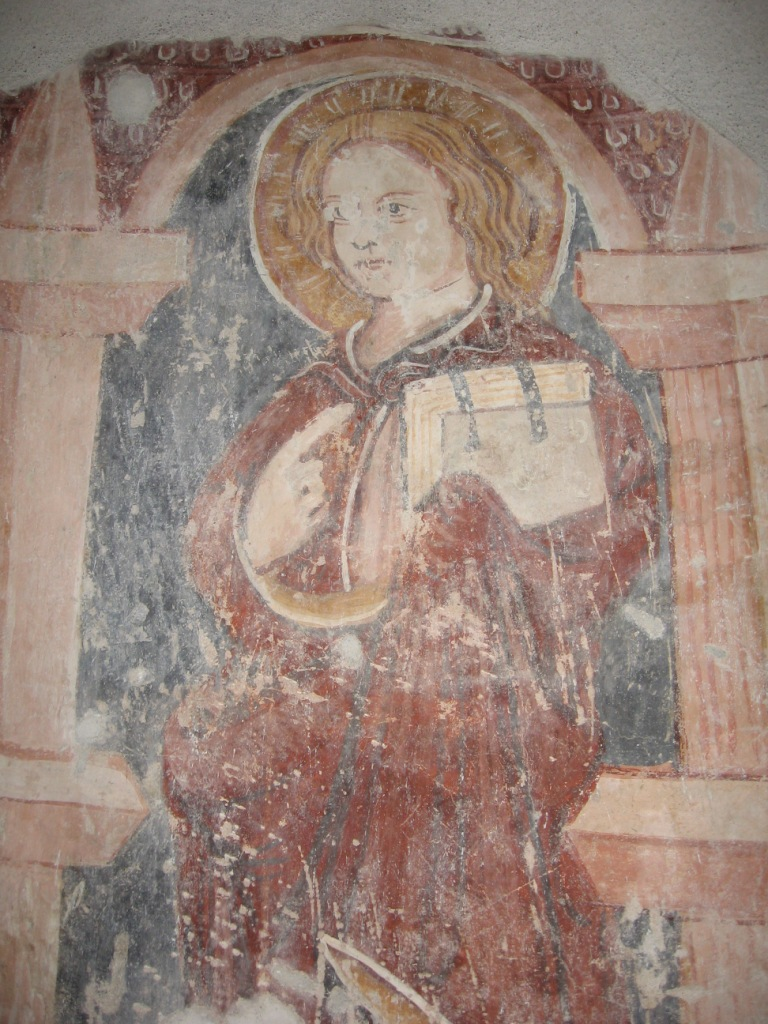
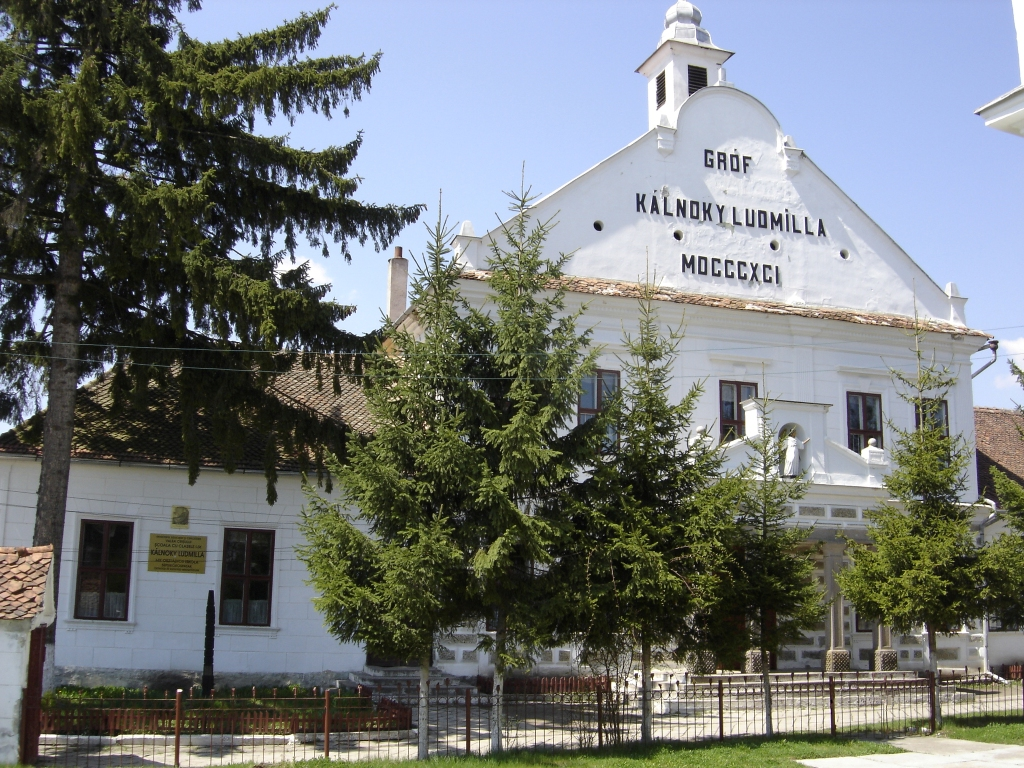
Școala Kálnoky Ludmilla
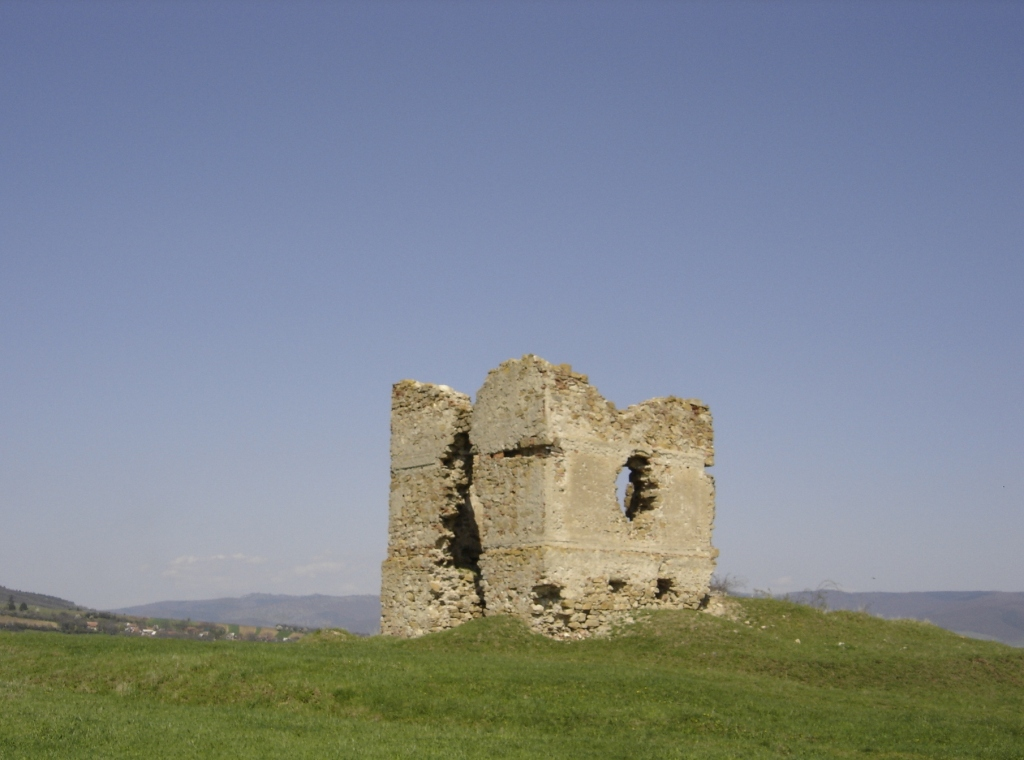
Capelă
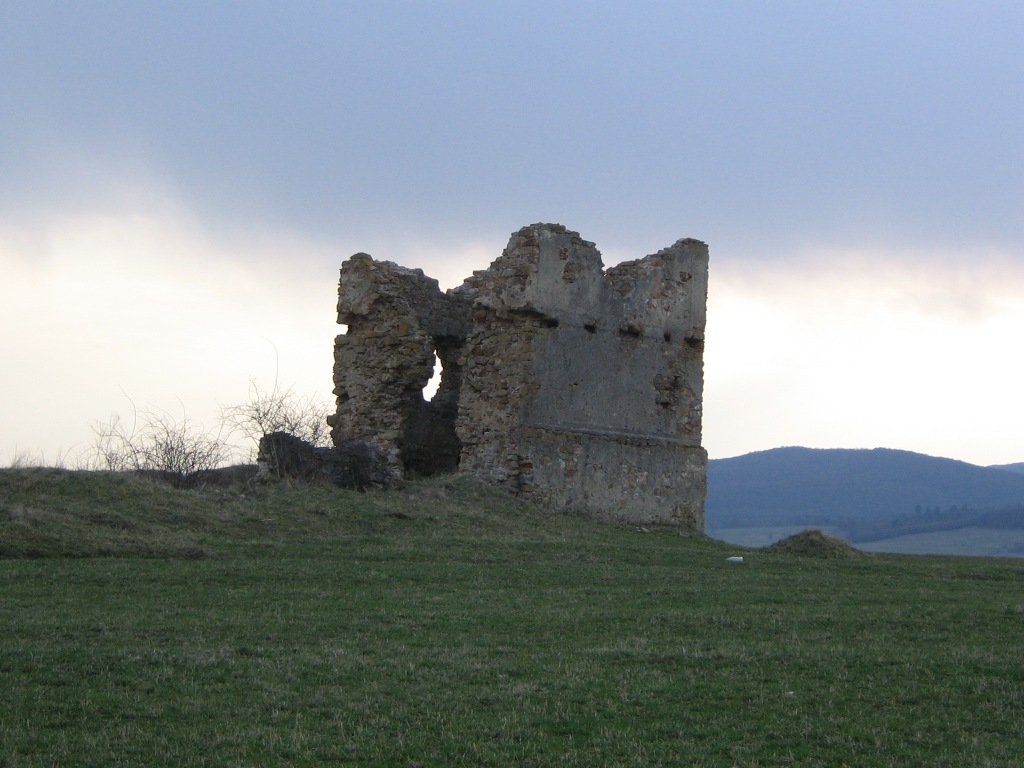
Capelă
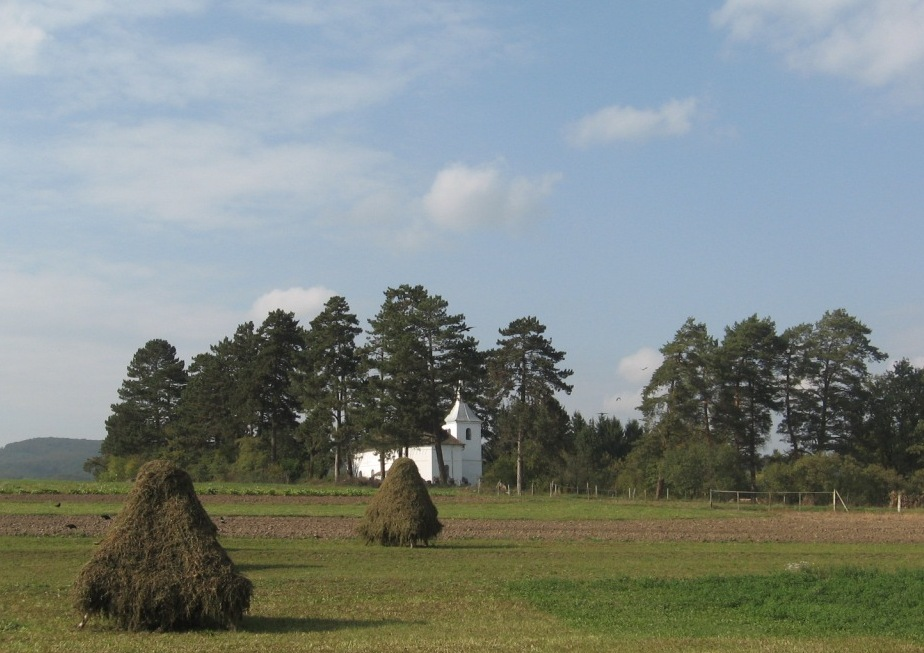
Biserica unitariană
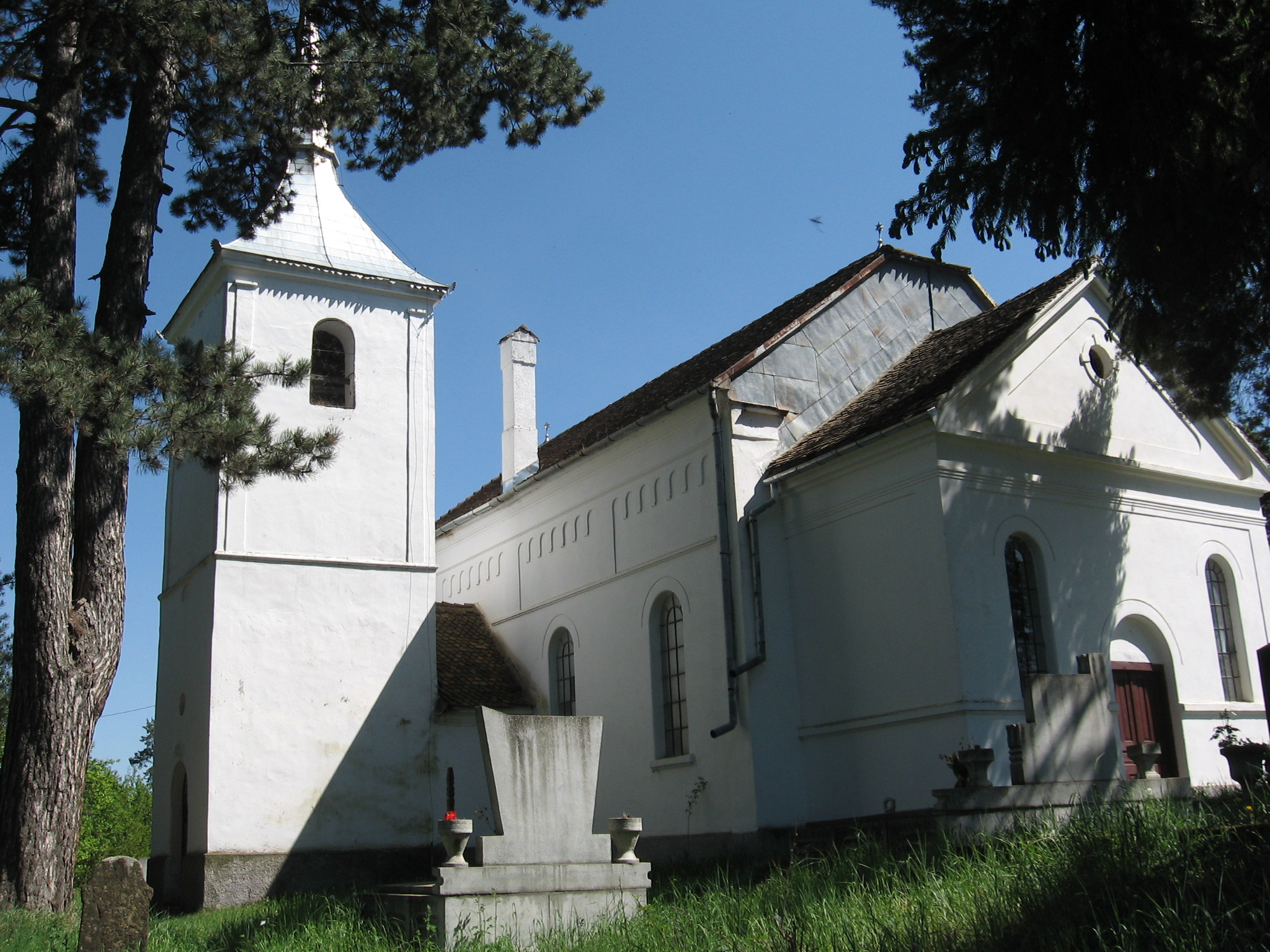
Biserica unitariană
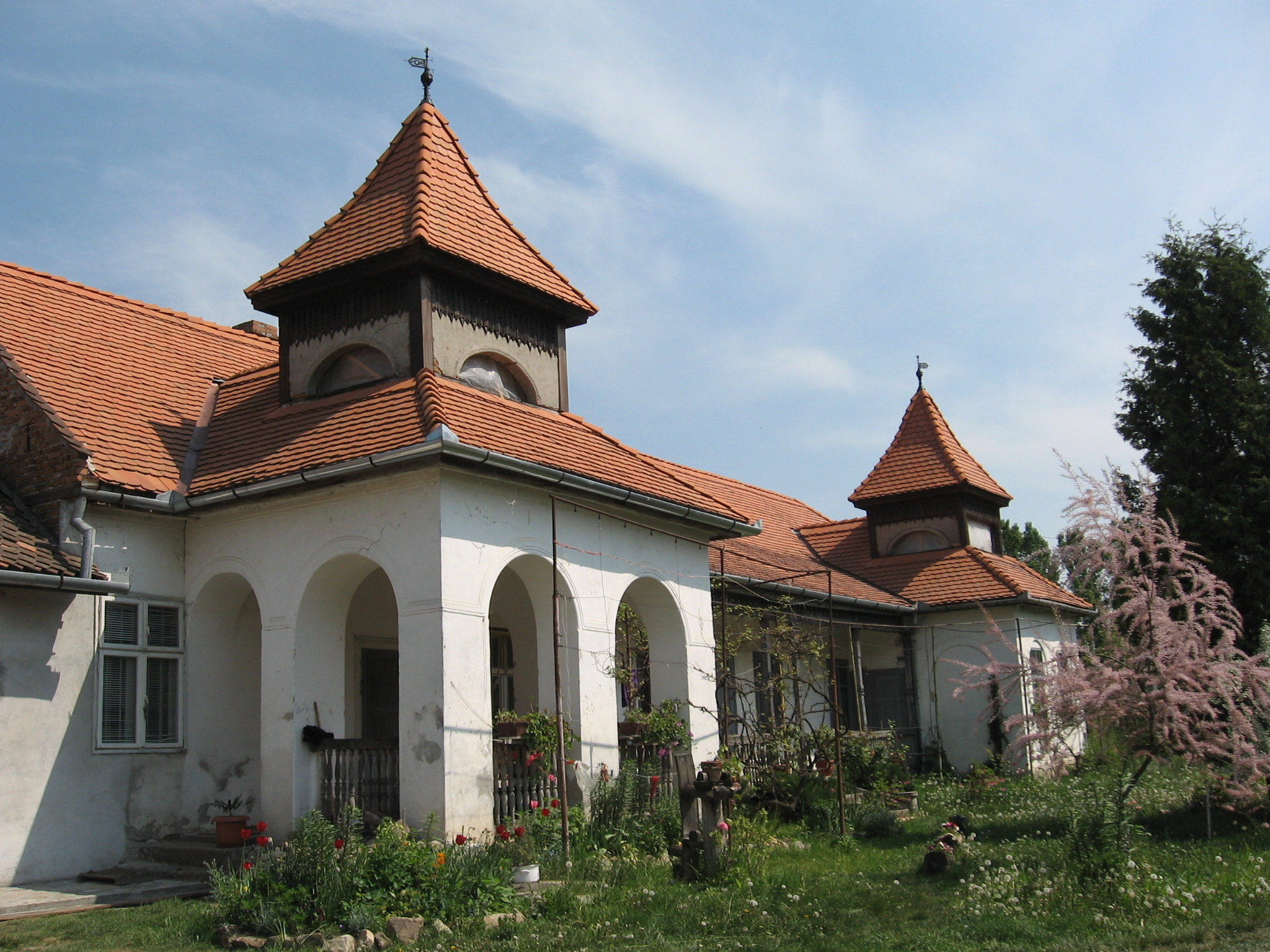
Locuință